# Botrychium
Botrychium es un género de plantas de la familia Ophioglossaceae.  Son de medio tamaño con raíces carnosas y se reproducen por esporas. Una parte de la hoja es estéril con la forma de helechos y el otro fértil con los esporangios.

## Descripción
Tienen hábitos terrestres; raíces masivas, con ramas escasas, pardo oscuro o amarillentas, con o sin crestas transversales engrosadas; ápice del vástago cubierto con una vaina foliar basal y conteniendo los primordios de varios años; primordios foliares más o menos pilosos, los tricomas multicelulares y lineares; hojas erectas, generalmente una por temporada de crecimiento; lámina del trofóforo 2-4-dividida, las nervaduras libres; esporóforo generalmente abortado y representado por una pequeña protuberancia; tiene un número de cromosomas de x=44, 45, 46, 47.

## Distribución y hábito
Los centros de diversificación de Botrychium son Norteamérica septentrional y Asia oriental. Las especies crecen juntas en comunidades genéricas (Wagner y Wagner, 1983). Los caracteres distintivos son sutiles y, para que sean evidentes, los ejemplares deben ser cuidadosamente prensados. Muchas colecciones son de altitudes de 1000-3000 m, en bosques abiertos, pastizales, bordes de caminos y potreros.

## Usos
De algunas especies se extrae el azúcar llamado trehalosa. La circunscripción del género Botrychium es debatida según los autores, algunos incluyen los géneros Botrypus y Sceptridium dentro de Botrychium, y otros no lo hacen.

## Taxonomía
El género fue descrito por Olof Swartz y publicado en Journal für die Botanik 1800(2): 8, 110. 1800[1801]. La especie tipo es: Botrychium lunaria
Etimología
Botrychium: nombre genérico que deriva del griego bótrychos = "escobajo del racimo de uvas" y -ion, sufijo de diminutivo. Por el aspecto del segmento fértil de las frondes.

## Especies seleccionadas
- Botrychium acuminatum
- Botrychium ascendens
- Botrychium australe
- Botrychium boreale
- Botrychium campestre
- Botrychium crenulatum
- Botrychium dusenii
- Botrychium hesperium
- Botrychium lanceolatum
- Botrychium lineare
- Botrychium lunaria (L.) Sw. - Lunaria menor[3]
- Botrychium lunarioides
- Botrychium matricariifolium
- Botrychium minganense
- Botrychium montanum
- Botrychium mormo
- Botrychium paradoxum